# Верхневычегодцы
Верхневычегодцы (коми вылысэжвасаяс, от коми Эжва — «река Вычегда», вылыс — «верхний») — этнографическая группа коми. 
Проживают в районах верхнего течения реки Вычегда и её притоков Локчим, Вишера, Кельтма (соответственно Сыктывдинский район с Сыктывкаром, Корткеросский и Усть-Куломский районы Республики Коми). 
Имеют смешанное по составу происхождение. В XV веке верхневычегодские коми стали переселяться из бассейна реки Вымь вверх по течению реки Вычегды и её притоков. В XVI-XVII веках на Верхнюю Вычегду стали приходить коми из Нижней Вычегды и Удоры с северо-запада, из Сысолы и ещё дальнего Прилузья с юго-запада. Позднее характерно поселение здесь русского, а также коми-пермяцкого и даже обско-угорского (ханты-мансийского) населения. В результате этих смешений этносов и языков сформировался верхневычегодский диалект коми-зырянского языка
Антропологически присущ европеоидный вятско-камский подтип сублапоноидного типа. 
В отличие от нижневычегодцев (эжватас), у верхневычегодцев заметное распространение получило старообрядчество. В хозяйственной деятельности высока роль занятий охотой и рыболовством. 
В 1990 году в Усть-Куломском районе создано просветительское общество «Эжватас», первым председателем избран писатель Василий Лодыгин.